# Ramočhe
Ramočhe (tibetsky: ར་མོ་ཆེ་དགོན་པ་; Wylie Ra-mo-che Dgon-pa) je buddhistický klášter ve Lhase a jeden z nejvýznamnějších tibetských chrámů. Nachází se v severozápadní části Lhasy východně od Potály a severně od Džókhangu. Ramočhe patří k vyhledávaným turistickým cílům Lhasy a k nejstarším památkám Tibetu.
Stavba vykazuje poměrně silný vliv čínské architektury tchangské doby. Ramočhe byl postaven již v 7. století pro potřeby čínské princezny Wen-čcheng. Princezna tehdy přicestovala z Číny, aby se stala ženou tibetského krále Songcän Gampa. Do Tibetu si s sebou přinesla sochu Buddhy Šákjamuniho; právě pro tuto sochu pak byl chrám vystavěn. Později se socha přemístila do Džókhangu.